# Иван Кафеджията
Иван (Йованче, Йон) Кафеджията е български революционер, деец на Вътрешна македоно-одринска революционна организация.

## Биография
Иван Кафеджията е роден в битолското село Раково, тогава в Османската империя, днес Кратеро, Гърция. Влиза във ВМОРО като терорист заедно със Йордан Гавазов, Стоян Лазов и Никола Мърсев, след това с Кочо Песнаджиев, Миалече Лисолаец, Михаил Димев и Начо Дживджанов. Заедно с Ташко Христов поддържат кафе, което използват за срещи на дейци на ВМОРО. По-късно е четник при Георги Сугарев. През Илинденско-Преображенското въстание в 1903 година е войвода на чета от битолските села, в която влизат и Иван Димов – Пашата и Димче Сарванов. Загива в голямо сражение в местността Бигла, Преспа в края на въстанието. В четата му влизали 40 души, пет от които родом от Кърстоар.